# Daucosma laciniatum
Daucosma es un género monotípico perteneciente a la familia Apiaceae. Su única especie: Daucosma laciniatum, es originaria de Estados Unidos.

## Taxonomía
Daucosma laciniatum fue descrita por Engelm. & A.Gray y publicado en Boston Journal of Natural History 6(2): 211. 1850.